# 阿道夫·施特克尔
阿道夫·施特克尔（德語：Adolf Stoecker，1835年12月11日—1909年2月2日），是德国政治家，反犹主义者，德意志皇帝威廉一世时期的宫廷传教士。

## 生平
- 1835年，出生。
- 1870年，普法战争，为随军牧师。
- 1878年，参与创建基督教社会工人党。
- 1879年，为普鲁士众议院议员。
- 1881年，为德意志国会议员。
- 1892年，参加蒂沃利的大会，通过反犹纲领。
- 1909年，去世。